# Норхайм
Норхайм (нем. Norheim) — община в Германии, в земле Рейнланд-Пфальц. 
Входит в состав района Бад-Кройцнах. Подчиняется управлению Бад Мюнстер ам Штайн-Эбернбург.  Население составляет 1456 человек (на 31 декабря 2010 года). Занимает площадь 3,15 км².